# Marshevet Hooker
Marshevet Hooker-Myers (geboren Hooker, Dallas, 25 september 1984) is een Amerikaanse sprintster, die is gespecialiseerd in de 100 m en de 200 m. Ze werd in 2008 op de 100 m de vijfde snelste vrouw ooit in de atletiekgeschiedenis door met een ontoelaatbare rugwind van (3,4 m/s) een tijd te lopen van 10,76 s. Alleen Florence Griffith-Joyner, Marion Jones, Christine Arron en Merlene Ottey waren tot dan toe sneller op deze afstand geweest. Ook blinkt ze uit in het verspringen, getuige haar gouden medailles die ze won bij de NCAA-kampioenschappen. In 2011 maakte ze deel uit van het team, dat wereldkampioen werd op de 4 x 100 m estafette.

## Loopbaan
Haar eerste internationale succes boekte Marshevet Hooker op het wereldkampioenschappen voor junioren van 2002 in Kingston. Daar veroverde ze een bronzen medaille op de 100 m in een tijd van 11,48.
In 2008 plaatste Hooker zich voor de Olympische Spelen van 2008 in Peking door bij de Amerikaanse Trials derde te worden op de 200 m. In Peking werd ze vijfde in deze discipline. Later dat jaar won ze onverwacht een zilveren medaille (100 m) en een bronzen medaille (200 m) bij de wereldatletiekfinale in Stuttgart.
Marshevet Hooker studeerde aan de Southwest High School (2003) en Texas College (2007). Ze wordt getraind door oud-olympisch kampioen Jon Drummond.
In 2009 trad ze in het huwelijk met Americanfootballspeler Marcus Myers.

## Titels
- Wereldkampioene 4 x 100 m estafette - 2011
- NCAA-kampioene 100 m - 2005
- NCAA-kampioene verspringen - 2005, 2006
- NCAA-kampioene 4 x 100 m estafette - 2005
- NCAA-indoorkampioene 60 m - 2006
- NCAA-indoorkampioene verspringen - 2006

## Persoonlijke records
Outdoor
| Onderdeel   | Prestatie | Datum            | Plaats    |
| ----------- | --------- | ---------------- | --------- |
| 100 m       | 10,86 s   | 4 juni 2011      | Eugene    |
| 200 m       | 22,34 s   | 21 augustus 2008 | Peking    |
| 400 m       | 54,18 s   | 27 maart 2010    | Arlington |
| verspringen | 6,65 m    | 8 april 2005     | Austin    |

Indoor
| Onderdeel   | Prestatie | Datum            | Plaats       |
| ----------- | --------- | ---------------- | ------------ |
| 55 m        | 6,78 s    | 14 januari 2006  | Houston      |
| 60 m        | 7,18 s    | 10 maart 2006    | Fayetteville |
| 200 m       | 22,86 s   | 10 maart 2006    | Fayetteville |
| verspringen | 6,83 m    | 11 februari 2011 | Fayetteville |

## Palmares

### 100 m
Kampioenschappen
- 2002:  WJK - 11,48 s
- 2008:  Wereldatletiekfinale - 11,06 s
- 2011: 8e WK - 11,33 s

Diamond League-podiumplekken
- 2010:  Aviva London Grand Prix – 11,01 s
- 2010:  Weltklasse Zürich – 10,97 s
- 2011:  Prefontaine Classic – 10,86 s
- 2011:  DN Galan – 11,21 s

### 200 m
Kampioenschappen
- 2008: 5e OS - 22,34 s
- 2008:  Wereldatletiekfinale - 22,69 s

Golden League-podiumplekken
- 2008:  Weltklasse Zürich – 22,74 s
- 2008:  Memorial Van Damme – 22,62 s

Diamond League-podiumplekken
- 2011:  British Grand Prix – 22,59 s

### 4 x 100 m estafette
- 2011:  WK - 41,56 s

1983 Gladisch, Koch, Auerswald, Göhr · 
1987 Brown, Williams, Griffith-Joyner, Marshall · 
1991 Duhaney, Cuthbert, McDonald, Ottey · 
1993 Bogoslovskaja, Maltsjoegina, Voronova, Privalova · 
1995 Mondie-Milner, Guidry-White, Gaines, Torrence · 
1997 Gaines, Jones, Miller, Devers · 
1999 Fynes, Sturrup, Davis-Thompson, Ferguson · 
2001 Paschke, G. Rockmeier, B. Rockmeier, Wagner · 
2003 Girard, Hurtis-Houairi, Félix, Arron · 
2005 Daigle, Lee, Barber, Williams · 
2007 Williams, Felix, Barber, Edwards · 
2009 Facey, Fraser, Bailey, Stewart · 
2011 Knight, Felix, Myers, Jeter · 
2013 Russell, Stewart, Calvert, Fraser-Pryce · 
2015 Campbell-Brown, Morrison, Thompson, Fraser-Pryce · 
2017 Brown, Felix, Akinosun, Bowie · 
2019 Whyte, Fraser-Pryce, Smith, Jackson · 
2022 Jefferson, Steiner, Prandini, Terry · 
2023 Davis, Terry, Thomas, Richardson